# 馬丘阿帕切塔山
13°37′44″S 70°44′36″W / 13.62889°S 70.74333°W
馬丘阿帕切塔山（Machu Apachita），是秘魯的山峰，位於該國南部庫斯科大區，由卡曼蒂區和馬爾卡帕塔區負責管轄，屬於安地斯山脈的一部分，海拔高度4,800米。